# Устимів (гміна)
Гміна Устимів (пол. Gmina Uścimów, Ґміна Усцимув) — сільська гміна у східній Польщі. Належить до Любартівського повіту Люблінського воєводства.
Станом на 31 грудня 2011 у гміні проживало 3369 осіб.

## Площа
Згідно з даними за 2007 рік площа гміни становила 108.61 км², у тому числі:
- орні землі: 64.00 %
- ліси: 20.00 %

Таким чином, площа гміни становить 8.42 % площі повіту.

## Населення
Станом на 31 грудня 2011:
| Опис     | Загалом | Загалом | Чоловіки | Чоловіки | Жінки | Жінки |
| -------- | ------- | ------- | -------- | -------- | ----- | ----- |
| одиниця  | осіб    | %       | осіб     | %        | осіб  | %     |
| все      | 3369    | 100     | 1683     | 49.96    | 1686  | 50.04 |
| міське   | 0       | 100     | 0        |          | 0     |       |
| сільське | 3369    | 100     | 1683     | 49.96    | 1686  | 50.04 |

## Сусідні гміни
Гміна Устимів межує з такими гмінами: Дембова-Клода, Людвін, Острів-Любельський, Парчів, Сосновиця.